# 후쿠에이촌 (야마가타현)
후쿠에이촌(福栄村)은 야마가타현 니시타가와군에 있던 촌이다. 현재의 쓰루오카시 남서부 국도 제345호선 연선에 해당한다.

## 역사
- 1889년 4월 1일 - 정촌제 시행에 의해 6촌의 구역을 가지고 네즈가세키촌이 성립하였다.
- 1954년 12월 1일 - 후쿠에이촌, 야마토촌, 네즈가세키촌, 구 아쓰미정이 합병해, 새로운 아쓰미정이 성립, 동일 후쿠에이촌은 폐지되었다.

## 참고문헌
- 角川日本地名大辞典 6 山形県